# Peter Planyavsky
Peter Planyavsky (Vienne, 9 mai 1947) est un organiste et compositeur autrichien. Il fréquente d'abord le Schottengymnasium de Vienne et après avoir obtenu son diplôme de l'Académie de musique en 1966, passe une année dans l'atelier d'un facteur d'orgue, jouant un rôle dans les projets de construction des orgues, notamment celui de l'instrument Rieger de la grande salle du Musikverein. En 1968, il est nommé organiste du monastère de Stift Schlägl, en Haute-Autriche et l'année suivante, organiste la Cathédrale Saint-Étienne de Vienne. De 1983 jusqu'en 1990, Planyavsky est directeur de la musique, avec la responsabilité de la musique d'église de la cathédrale.
Planyavsky a enregistré l'intégrale les œuvres pour orgue de compositeurs tels que Johannes Brahms et Felix Mendelssohn et dirigé non seulement les grandes œuvres de la musique sacrée, mais aussi les concertos d'orgue négligés, tels ceux d'Alfredo Casella et Aaron Copland. Il compose également de la musique sacrée pour orgue, chœur et orchestre et est connu pour ses parodies dans le style de Bach, Haydn et Mozart, en tant que P. P. Bach, J. P. Haydn, W. A. P. Mozart.

## Carrière
Peter Planyavsky naît à Vienne, fils d'Alfred Planyavsky, contrebassiste et historien de la musique. Il fréquente le Schotten gymnasium. À l'Académie de musique de Vienne, il étudie l'orgue, la composition et l'improvisation avec Anton Heiller, le piano avec Hilde Seidlhofer et la direction d'orchestre avec Hans Gillesberger. Il obtient ses diplômes d'orgue et de musique d'église en 1966,. Par la suite, il travaille pendant un an dans l'atelier d'un facteur d'orgue (intonation et assemblage) et en 1968, il est organiste à Stift Schlägl (de) en Haute-Autriche.

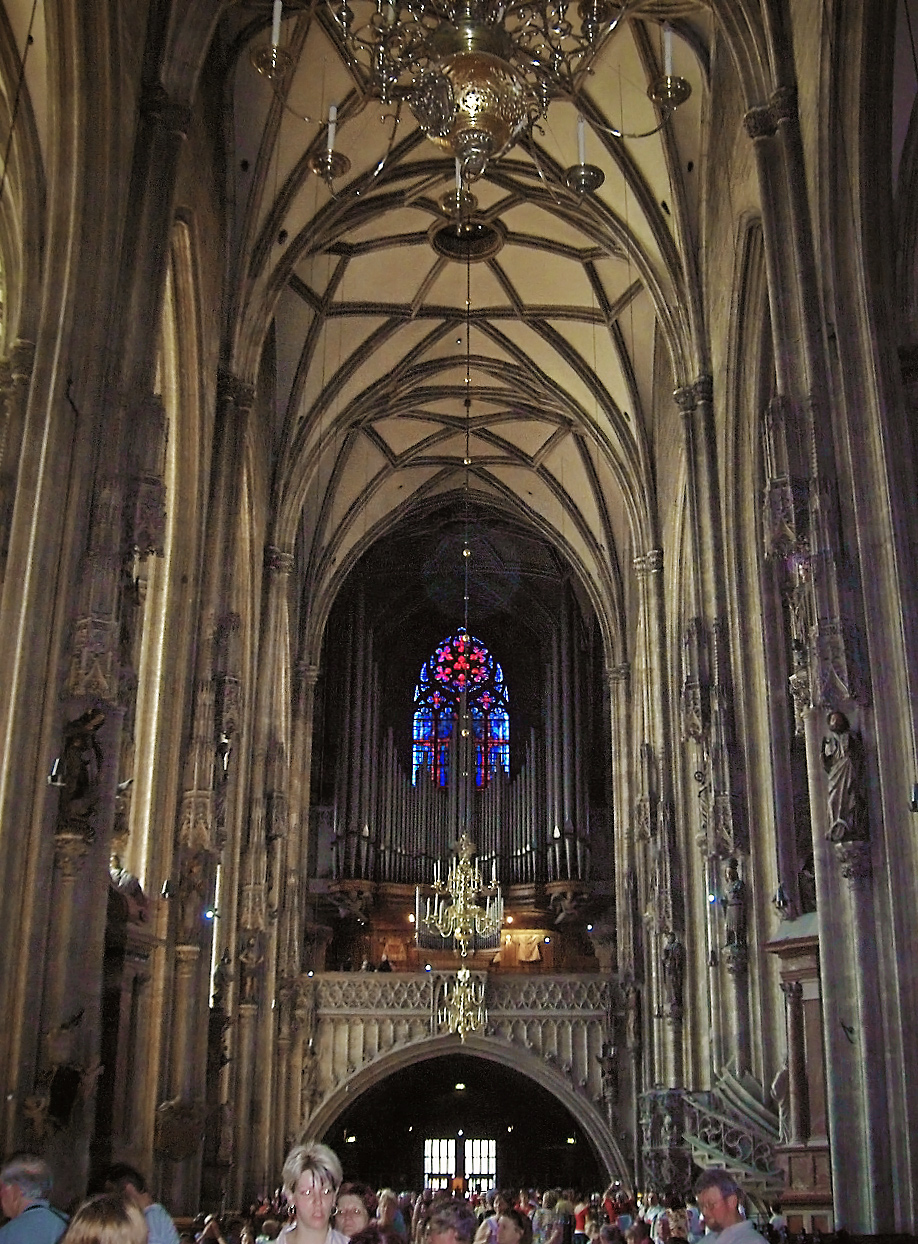
Cathédrale Saint-Etienne de Vienne, où Planyavsky a été directeur de la musique de 1983 à 1990.

De 1969 à 2004, Planyavsky est organiste à Vienne, la cathédrale Stephansdom (la Cathédrale Saint-Étienne) et dans la période allant de 1983 à 1990 il est Dommusikdirektor, c'est-à-dire directeur de la musique, avec la responsabilité sur toute la musique sacrée à la cathédrale.
En 1980, il est nommé professeur d'orgue, d'improvisation et de jeu d'orgue liturgique à l'Académie de musique de Vienne et de 1996 à 2002, il dirige le département de musique de l'église
Planyavsky a voyagé dans de nombreux pays pour ses tournées de concerts et des classes de maître, en Europe, mais également au Japon, en Australie, en Afrique du Sud, à Hong Kong, en Corée, au Canada et aux États-unis. Dans ses classes de maître, il met l'accent sur son maître, Anton Heiller, Johannes Brahms, Felix Mendelssohn et la musique baroque, avec un accent sur l'improvisation et le jeu de l'orgue liturgique. Il a en outre souvent servi en tant que juré aux concours.
Planyavsky a enregistré de nombreux disques, tels que les enregistrements des intégrales des œuvres d'orgue de Johannes Brahms et Felix Mendelssohn.
En tant que chef d'orchestre, Planyavsky joué, non seulement les grandes œuvres de la musique sacrée, mais aussi les concertos pour orgue  négligés, en dirigeant ceux d'Alfredo Casella, Aaron Copland, Howard Hanson, Jean Langlais, Ottorino Respighi et Leo Sowerby.
Planyavsky a composé des œuvres pour orgue, pour chorale et pour orchestre. Son motet pour chœur SSATB a cappella, Der 269 Psaumes, combine le texte des Psaumes 148 et 121,. L'une de ses spécialités est la parodie. Sa cantate Der zufriedengestellte Autobus (L'autobus satisfait) par P. P. Bach, est une parodie d'une cantate de Bach, qui a été donné plus de quarante fois. La cantate « Cactus tragicus », qui fait allusion au titre de Bach, Actus tragicus, a été créée le 19 février 2004, à Klagenfurt. J. P. Haydn a composé la Ankunftssymphonie (Symphonie de l'arrivée) en 1987, comme W. A. Plagiavsky Mozart Vier Stücke für die Trompetenuhr (Quatre pièces pour horloge à trompette) en 1989.
En tant qu'expert de l'orgue, Planyavsky a joué un rôle dans les projets de construction d'orgue, notamment la construction du nouvel orgue Rieger de la grande salle du Musikverein de Vienne, élaboré en collaboration avec Ludger Lohmann, Martin Haselböck, Gillian Weir et Olivier Latry.

## Récompenses
- Prix de soutien du gouvernement pour la musique en 1991, pour ses compositions chorales
- Orlando di Lasso-Medaille délivré par l'Allgemeiner Cäcilien-Verband für Deutschland (2004)
- Médaille d'or de la province de Vienne (2005)
- Prix pour la musique de la République d'Autriche (2006)

## Œuvres (sélection)
- Kohelet, cantate pour baryton, narrateur, chœur, orgue et percussion ; commande de la Gesellschaft der Musikfreunde de Vienne (2011)
- W.A.P. Mozart, Eine nicht gerade kleine Nachtmusik (2005)
- P.P. Bach, Cactus tragicus, cantate pour soprano, ténor, basse, chœur et orchestre (LWV 19204) (2004)
- Hochzeit in Kana, opéra sacré (1998)
- Der 269 Psalm pour chœur a cappella (1989)
- W.A.Plagiavsky Mozart, Vier Stücke für die Trompetenuhr (1989)
- W.A.P. Mozart, Die Schaffnerin aus Liebe, ein höchst bürgerliches Singspiel (1987)
- J.P. Haydn, Ankunftssymphonie (1987)
- Die vier Männer im Feuerofen - Eine biblische Ballade für Sopran und Orgel (1985)
- P.P. Bach, Der zufriedengestellte Autobus (1985)
- Missa Viennensis (1972)
- Toccata alla Rumba pour orgue (1971)

## Publications (sélection)
- Moritz Reger und andere Schrägheiten. Dr. J. Butz, Sankt Augustin 2005,  (ISBN 3-928412-04-3).
- Gerettet vom Stephansdom. Edition VA bENE, Vienne 2007,  (ISBN 3-851671-88-0).
- Anton Heiller. Alle Register eines Lebens. Edition VA bENE, Vienne 2009.
- Katholische Kirchenmusik. Praxis und liturgische Hintergründe. Innsbruck 2010,  (ISBN 978-3-7022-3094-4).